# Schlich
Schlich (Ripuarisch: Schlech) is een plaats in de Duitse gemeente Langerwehe, deelstaat Noordrijn-Westfalen, en telt 2277 inwoners (2007).